# Лаврентій (Мигович)
Лаврентій (в миру Мигович Михайло Михайлович; нар. 14 грудня 1959, Керецьки, Свалявський район, Закарпатська область) — архієрей Православної церкви України (до 15 грудня 2018 року — Української православної церкви Київського патріархату), архієпископ Луганський і Старобільський.

## Життєпис
Народився 14 грудня 1959 року в с. Керецьки Свалявського району Закарпаття в благочестивій православній християнській сім'ї. Середню школу закінчив 1977 року. В 1978–1980 роках служив у Збройних силах СРСР.
1980 року вступив до Московської духовної семінарії. 1983 року вступив на заочний сектор Московської духовної академії, яку закінчив 1992 року, написавши кандидатську дисертацію з історії російської Церкви: «Опис фонду дисертацій Київської духовної академії за матеріалами рукописів, що зберігаються в Центральній науковій бібліотеці ім. Вернадського в Києві».
Чернечий постриг прийняв 1983 року. 
Єпископом Мукачівським і Ужгородським Саввою (Бабинцем) був хіротонізований на ієродиякона на Вознесіння Господнє 1983 року у Вознесенському монастирі в селі Чумальово в Закарпатті.
У 1989 році митрополитом Київським і Галицьким Філаретом був рукоположений в ієромонаха.
Священиче служіння проходив у Мукачево-Ужгородській єпархії, був настоятелем Вознесенського Собору в місті Хуст.
1990 року владикою Саввою був призначений настоятелем Полтавського кафедрального Собору і його особистим секретарем. Після смерті архієпископа Савви в 1992 році узяв відпускну грамоту і був прийнятий у клір Київської єпархії митрополитом Київським Володимиром, де ніс послух референта Його Блаженства і голови Видавничого відділу Української Православної Церкви.
1993 року піднесений до сану архімандрита.
З 1996 року служив у Латвійській православній церкві, несучи послух секретаря Синоду, проректора Ризької духовної семінарії, настоятеля Ризького Троїце-Задвінського храму і благочинного Лієпайського і Вентспілського округів.
7 березня 2000 року отримав указ, у зв'язку із закінченням терміну перебування на території Латвійської Республіки, про почислении за штат з правом переходу в будь-яку єпархію Православної церкви.
З травня 2000 року по грудень 2002 року служив в Білоруській православній церкві м. Мозир Гомельської області.
З січня 2003 року консультував будівництво храму святих мучениць Віри, Надії, Любові та матері їх Софії в м. Полтава, знаходячись за штатом.
У березні 2004 року за поданим проханням митрополиту Мефодію, Предстоятелеві УАПЦ був призначений на посаду Керівника справами Патріархії.

## Єпископське служіння
13 грудня 2004 року в день святого апостола Андрія Первозванного за божественною Літургією в Свято-Андріївському соборі м. Києва був хіротонізований в сан єпископа на Полтавську кафедру.
На початку 2005 року подав прохання патріархові Київському і всієї Русі-України Філарету з проханням прийняти в Київський патріархат.
21 червня 2005 року призначається єпископом Вишгородським, тимчасово керуючим Харківською єпархією.
25 серпня 2005 року призначений єпископом Харківським і Богодухівським, керуючим Харківською єпархією.
27 липня 2013 року призначений єпископом Васильківським, вікарієм Київської єпархії. Постійним місцем служіння був Свято-Феодосіївський монастир у Києві.
15 грудня 2018 року разом із усіма іншими архієреями УПЦ КП взяв участь у Об'єднавчому соборі в храмі Святої Софії.
24 травня 2021 року Священним синодом ПЦУ його було обрано єпископом Луганським і Старобільським. 13 червня взяв участь в урочистостях з нагоди звільнення міста Щастя від російських окупантів.
2 лютого 2023 року предстоятель ПЦУ митрополит Епіфаній підніс єпископа Лаврентія до сану архієпископа.